# Cyathea incana
Cyathea incana är en ormbunkeart som beskrevs av Karst. Cyathea incana ingår i släktet Cyathea och familjen Cyatheaceae. Inga underarter finns listade.